# 狮子今晚睡着了
《狮子今晚睡着了》是祖鲁人索罗门·林达与他的乐队“夜鸟”创作的一首歌曲，原名“Mbube”，是祖鲁语中“狮子”的意思。这首曲子在1940年代一度流行，在1950年代被世界上不少流行与民谣复兴歌手——包括“纺织工”乐队、吉米‧朵西、伊玛·苏玛克、米尔娅姆·马科巴和金斯顿三重唱组——翻唱。1961年，doo-wop团体象征合唱团（The Tokens）再次翻唱此曲，并成为美国告示牌流行单曲排行榜榜首歌曲。此后相关的版税和影视授权费用超过一千五百万美元。到了二十世纪九十年代，《狮子今晚睡着了》因在电影《狮子王》、相关电视及周边产品中播映而成为流行乐“超新星”（南非作家赖恩·马兰语）。